# Peltenuiala orbiculata
Peltenuiala orbiculata är en kvalsterart som först beskrevs av Aoki och Ohnishi 1974.  Peltenuiala orbiculata ingår i släktet Peltenuiala och familjen Tenuialidae. Inga underarter finns listade i Catalogue of Life.